# Ideologi
En ideologi er et sammenhængende system af politiske og eller filosofiske ideer. 
Liberalisme, konservatisme og socialisme er tre klassiske ideologier, der alle opstod i løbet af 1700- og 1800-tallet, for til sidst at danne grundlag for 1800-tallets partier og politiske systemer, som sidenhen blomstrede i 1900-tallet. En ideologi er en overordnet idé om, hvordan forskellige samfundsproblemer skal løses, og hvordan samfundet skal opbygges. En ideologi er ofte karakteriseret ved at arbejde hen imod et slutmål – f.eks. kommunismens mål om fælleseje af produktionsmidlerne.

## Michael Freeden
Et ord er nominelt set det enkelte begrebs konkrete udtryksform, og det er en række begreber sat sammen i et kompliceret mønster, der definerer en ideologi. Helt centralt er det altså for Freeden, at ideologien er en samling af begreber, der gensidigt definerer hinanden.
En helt grundlæggende forståelse af ideologien er at den er udtryk for politisk kultur.
Selve ordet ideologi som samlende begreb er omstridt, da det typisk er forbundet med negative konjunkturer.
Men Michael Freeden arbejder på at få det negative aspekt pillet ud af ordet ideologi, og arbejder således fordomsfrit med det.
Ideologien sætter rammer for virkeligheden og hvorledes denne skal tolkes. Desuden leverer den en fælles, hegemonisk fortælling som folk kan identificere sig med.
Helt uomtvisteligt er det, at ideologi er politik. Ideologi formaliserer politik, og uden ideologi er politik blot hovedløs handling.  Således kan man ikke beskæftige sig med politik eller politisk historie.

## Struktur (Michael Freeden)
Michael Freeden bygger ideologiens skelet om som følger:
Kernebegreber: I den inderste kerne af ideologien finder vi kernebegreberne. Dette menes bogstaveligt, for uden kernebegreberne vil ideologien miste sin sammenhængskraft og betydning.
Sekundærbegreber: De næstvigtigste begreber. Her kan ske udskiftning.
Perimeteret: Her møder begreberne virkeligheden og bliver til politisk handling og ditto idéer.
Margenen: Dette skal forstås som ideologiens "skraldespand". For her ender de begreber, der mister betydning. De mister dog aldrig helt deres betydning, og kan dog også vende tilbage til større betydning og indflydelse i ideologiens teori.